# كولومبوس بلو جاكتس
كولومبوس بلو جاكتس (بالإنجليزية: Columbus Blue Jackets)‏ هو فريق هوكي جليد أمريكي محترف يلعب في الشعبة الأطلسية من القسم الشرقي في دوري الهوكي الوطني (NHL).